# جهان۳
مدل جهان۳ یک مدل دینامیک سیستم برای شبیه‌سازی کامپیوتری تعاملات بین جمعیت، رشد صنعتی، تولید مواد غذایی و محدودیت‌های موجود در اکوسیستم‌های زمین است. این مدل در ابتدا توسط یک مطالعهٔ باشگاه رم تولید و مورد استفاده قرار گرفت که این مدل و کتاب «محدودیت‌های رشد» (۱۹۷۲) را تولید کرد. سازندگان این مدل، دنیس میدوز، مدیر پروژه، و تیمی متشکل از ۱۶ محقق بودند.
این مدل در کتاب «دینامیک رشد در دنیای محدود» مستند شده است. این مدل ویژگی‌های جدیدی را به مدل جهان۲ جی فارستر اضافه کرد. از زمان ایجاد جهان۳ در ابتدا، اصلاحات جزئی برای رسیدن به مدل جهان۹۱/۳ که در کتاب «فراتر از محدودیت‌ها» استفاده شده است، انجام شده است. بعداً بهبود یافته تا مدل جهان۲۰۰۰/۳ که توسط مؤسسه تحقیقات سیاست و علوم اجتماعی توزیع شده است، به دست آید و در نهایت مدل جهان۲۰۰۴/۳ که در کتاب «محدودیت‌های رشد: به‌روزرسانی ۳۰ ساله» استفاده شده است، به دست آید.
مدل جهان۳ یکی از چندین مدل جهانی است که در سراسر جهان تولید شده‌اند (مدل مساروویچ/پستل، مدل باریلوچ) و احتمالاً مدلی است که جرقه تمام مدل‌های بعدی را زده است.

## مدل
این مدل از چندین بخشِ در تعامل با هم تشکیل شده بود. هر یک از این موارد با سیستم متفاوتی از مدل سروکار داشتند. سیستم‌های اصلی عبارت بودند از
- سیستم غذایی، که با کشاورزی و تولید مواد غذایی سروکار دارد
- سیستم صنعتی
- سیستم جمعیتی
- سیستم منابع تجدیدناپذیر
- سیستم آلودگی

### سیستم کشاورزی
ساده‌ترین دیدگاه مفید در مورد این سیستم این است که زمین و کود برای کشاورزی استفاده می‌شوند و هر چه مقدار بیشتری از هر یک از آنها تولید شود، غذای بیشتری تولید خواهد شد. در چارچوب این مدل، از آنجا که زمین محدود است و تولیدات صنعتی مورد نیاز برای تولید کود و سایر نهاده‌های کشاورزی نمی‌تواند پاسخگوی تقاضا باشد، لزوماً در مقطعی از آینده شاهد فروپاشی مواد غذایی خواهیم بود.

### سیستم منابع تجدیدناپذیر
سیستم منابع تجدیدناپذیر با این فرض آغاز می‌شود که کل مقدار منابع موجود محدود است (حدود ۱۱۰ برابر میزان مصرف در نرخ‌های دهه ۱۹۹۰ برای مدل جهان۹۱/۳). این منابع می‌توانند استخراج شده و سپس برای اهداف مختلف در سایر سیستم‌های موجود در مدل مورد استفاده قرار گیرند. یک فرض مهم که مطرح شد این است که با استخراج منابع تجدیدناپذیر، استخراج منابع باقیمانده به‌طور فزاینده‌ای دشوار می‌شود، بنابراین تولیدات صنعتی بیشتر و بیشتری به سمت استخراج منابع منحرف می‌شوند.
این مدل تمام منابع تجدیدناپذیر ممکن را در یک متغیر کل، nonrenewable_resources ترکیب می‌کند. : ۳۸۷ این شامل منابع انرژی و منابع غیر انرژی می‌شود. نمونه‌هایی از منابع انرژی تجدیدناپذیر شامل نفت و زغال سنگ است. نمونه‌هایی از منابع تجدیدناپذیر مادی شامل آلومینیوم و روی است. این فرض، جایگزینی بدون هزینه بین هر منبع تجدیدناپذیر را امکان‌پذیر می‌سازد. این مدل تفاوت‌های بین منابع کشف‌شده و منابع کشف‌نشده را نادیده می‌گیرد. : ۳۸۱ 
این مدل فرض می‌کند که هرچه درصد بیشتری از کل منابع تجدیدناپذیر مورد استفاده قرار گیرد، میزان تلاش مورد استفاده برای استخراج منابع تجدیدناپذیر افزایش می‌یابد. نحوه انجام این هزینه به صورت منابع یا به اختصار fcaor است. : ۳۹۳–۸ نحوه استفاده از این متغیر در معادله‌ای است که تولید صنعتی را محاسبه می‌کند. اساساً، به صورت effective_output = industrial_capital*other_factors*(1-fcaor) عمل می‌کند. این امر باعث می‌شود که میزان منابع صرف‌شده به میزان سرمایه صنعتی بستگی داشته باشد، و نه به میزان منابع مصرف‌شده. : ۳۹۰–۳ 
مصرف منابع تجدیدناپذیر توسط تابعی غیرخطی از تولید صنعتی سرانه تعیین می‌شود. هرچه تولید صنعتی سرانه بیشتر باشد، مصرف منابع تجدیدناپذیر نیز بیشتر است.

### پیش‌بینی‌های اجرای مرجع
کتاب «پویایی‌های رشد در یک دنیای محدود» چندین سناریوی مختلف را ارائه می‌دهد. «روند مرجع» روندی است که «اگر فرایند صنعتی شدن در آینده به شیوه‌ای بسیار مشابه پیشرفت آن در گذشته پیش برود، و اگر فناوری‌ها و تغییرات ارزشی که قبلاً نهادینه شده‌اند، همچنان در حال تکامل باشند، محتمل‌ترین حالت رفتاری سیستم را نشان می‌دهد.» : ۵۰۲ در این سناریو، در سال ۲۰۰۰، جمعیت جهان به شش میلیارد نفر می‌رسد و سپس در سال ۲۰۳۰ به اوج خود یعنی هفت میلیارد نفر می‌رسد. پس از آن، جمعیت به دلیل افزایش میزان مرگ و میر کاهش می‌یابد. در سال ۲۰۱۵، هم سرانه تولید صنعتی و هم سرانه غذا به ۳۷۵ دلار آمریکا به ازای هر نفر (دلار دهه ۱۹۷۰، حدود ۲٬۶۲۴ دلار امروز) و ۵۰۰ کیلوگرم معادل سبزیجات به ازای هر نفر رسید. اوج آلودگی مداوم در سال ۲۰۳۵، ۱۱ برابر بیشتر از سطح دهه ۱۹۷۰ خواهد بود. : ۵۰۰ 

اجرای استاندارد مدل جهانی همان‌طور که در محدودیت‌های رشد نشان داده شده است

## انتقاد از مدل
انتقاداتی به مدل جهان۳ وارد شده است. برخی از آنها از خودِ سازندگان مدل، برخی از اقتصاددانان و برخی دیگر از جاهای دیگر آمده است.

در کتاب «کورمال کورمال کردن در تاریکی: دهه اول مدل‌سازی جهانی»،دونلا مدوز (نویسندهٔ کتاب محدودیت‌ها) می‌نویسد:
ما به فرضیات و نتیجه‌گیری‌های کیفی اساسی در مورد بی‌ثباتی نظام اجتماعی-اقتصادی جهانی فعلی و انواع کلی تغییراتی که منجر به ثبات می‌شوند و نمی‌شوند، اعتماد زیادی داریم. ما به ساختار حلقه بازخورد مدل، به جز چند استثنا که در زیر فهرست می‌کنم، اعتماد نسبتاً زیادی داریم. ما در مورد پارامترهای عددی مدل، درجه اطمینان متفاوتی داریم؛ برخی از آنها ثابت‌های فیزیکی یا بیولوژیکی شناخته‌شده‌ای هستند که بعید است تغییر کنند، برخی شاخص‌های اجتماعی مشتق‌شده از آمار هستند که احتمالاً تغییر می‌کنند، و برخی حدس‌های محض هستند که شاید فقط از مرتبه بزرگی درست باشند. فرضیات ساختاری در جهان۳ که من آنها را مشکوک‌ترین و همچنین به اندازه کافی حساس می‌دانم که نگران‌کننده باشند عبارتند از:
- نسبت ثابت سرمایه به تولید (که هیچ بازده نزولی برای سرمایه در نظر گرفته نمی‌شود)
- ماهیت باقیمانده تابع سرمایه‌گذاری
- سهم عموماً ناکارآمد نیروی کار در تولید

نقد مفصلی از این مدل در کتاب «مدل‌های نابودی: نقدی بر محدودیت‌های رشد» آمده است. : ۹۰۵–۹۰۸ 

## پیوندها و منابع خارجی
- «ادبیات پایه» : کتابشناسی برگزیده در مورد محدودیت‌های رشد به همراه خلاصه‌ای کوتاه از هر نشریه - منتشر شده توسط گروه پارلمانی فراحزبی (APPG)
- پویایی‌های رشد در جهانی متناهی، نوشتهٔ دنیس ال. میدوز، ویلیام دبلیو. بهرنز سوم، دونلا اچ. میدوز، راجر اف. نیل، یورگن راندرز و اریش کی او زان. ۱۹۷۴شابک ‎۰-۹۶۰۰۲۹۴-۴-۳
- دینامیک جهان، نوشته جی رایت فورستر. ۱۹۷۳شابک ‎۰-۲۶۲-۵۶۰۱۸-۶
- محدودیت‌های رشد (چکیده، ۸ صفحه، نوشته ادوارد پستل. گزارشی به باشگاه رم (۱۹۷۲)، نوشته دونلا اچ. میدوز، دنیس ال. میدوز، یورگن راندرز، ویلیام دبلیو. بهرنز سوم)
- محدودیت‌های رشد، به‌روزرسانی ۳۰ ساله، نوشتهٔ دنیس میدوز و اریک تپلی. سی‌دی‌رام ۲۰۰۴ با مدل World3-2004.شابک ‎۱−۹۳۱۴۹۸−۸۵−۷شابک ۱-۹۳۱۴۹۸-۸۵-۷
- مدل تغییر جهان. این یک زیرسیستم مقاومت در برابر تغییر به World3 اضافه می‌کند تا به‌طور صحیح‌تری تجزیه و تحلیل و شبیه‌سازی کند که چرا علم پایداری تاکنون نتوانسته است مشکل پایداری را حل کند.

### پیاده‌سازی مدل
- شبیه‌ساز دنیای ۳ جاوااسکریپت
- شبیه‌سازی تعاملی آنلاین World3
- pyworld3 در گیت‌هاب - نسخه پایتون World3
- MyWorld3 در گیت‌هاب - نسخه دوم پایتون از World3
- نسخه مکینتاش شبیه‌سازی اثر کنت ال. سیمونز
- پیاده‌سازی مدل World3 در زبان شبیه‌سازی Modelica
- WorldDynamics.jl در گیت‌هاب - نسخه جولیا از World3 و World2